# Ferrovias do Ceará

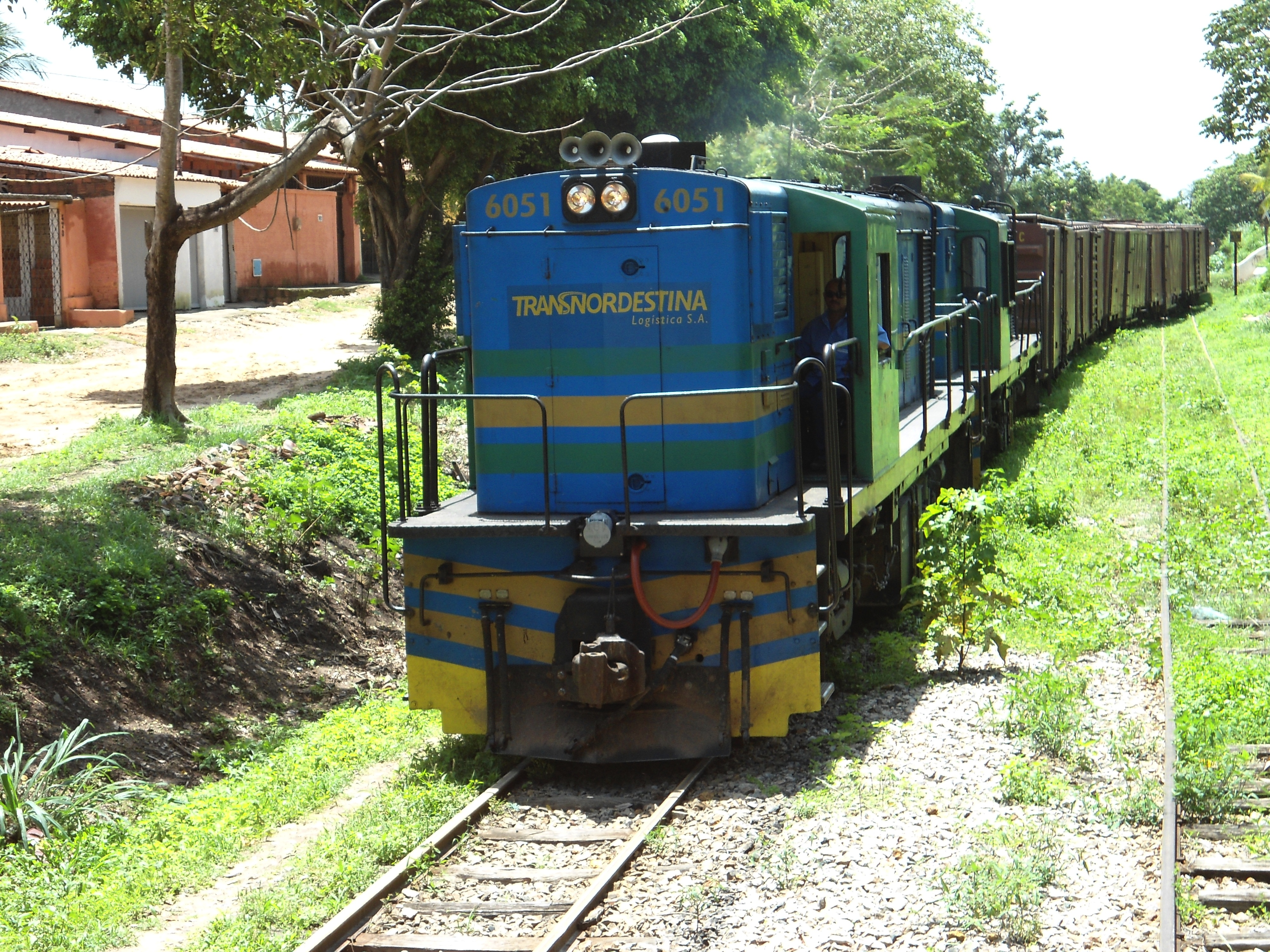
Locomotiva 6051 da Transnordestina.

O transporte ferroviário do Ceará é composto por um sistema multimodal, atendendo tanto o transporte de cargas quanto de passageiros, tendo sido operado e construído por diversas empresas ao longo de sua história, e que atualmente encontra-se em fase de expansão. 

## Operações
Quanto ao transporte de cargas, está em funcionamento a Ferrovia Teresina-Fortaleza, operada pela Ferrovia Transnordestina Logística (FTL) responsável pela operação das linhas de bitola métrica no nordeste desde 2013. Atualmente, essa ferrovia transporta gusa, produtos siderúrgicos, cimento, coque, clínquer, farinha de trigo e minério entre essas cidades. Em 2014, foram transportadas 142 mil toneladas de produtos siderúrgicos entre Pecém e Teresina. Parte da carga de cimento é direcionada para São Luís, através da Ferrovia São Luís-Teresina, que também transporta gasolina e diesel do Porto do Itaqui para a capital piauiense. Há ainda a A Transnordestina Logística S/A (TLSA), uma empresa privada do Grupo CSN, responsável pela construção e operação da Ferrovia Nova Transnordestina (EF-232 e EF-116), projetada para ligar o Porto de Pecém, no Ceará, ao cerrado do Piauí, no município de Eliseu Martins, com extensão total de 1 206 quilômetros.
Para o transporte de passageiros, o Ceará conta com vários sistemas de metrô: o Metrô de Fortaleza, que é o metrô que interliga vários bairros da cidade e também as cidades de Maracanaú e Caucaia, o VLT do Cariri, que interliga as cidades do Crato e Juazeiro do Norte, e o VLT de Sobral que interliga vários bairros daquele Município. No Metrofor, estão em construção a Linha Leste e o Ramal VLT Aeroporto. Esse sistema é administrado pela Companhia Cearense de Transportes Metropolitanos, uma sociedade de economia mista e capital aberto brasileira com sede em Fortaleza, majoritariamente, pertencente ao Governo do estado do Ceará. Com origens no Consórcio do Trem Metropolitano de Fortaleza, criado em 25 de setembro de 1987, entre a RFFSA, a CBTU e governo estadual, a criação da Metrofor se deu pela Lei n 12.682 de 2 de maio de 1997, publicada no Diário Oficial do Estado do Ceará em 8 de maio de 1997.

## Histórico

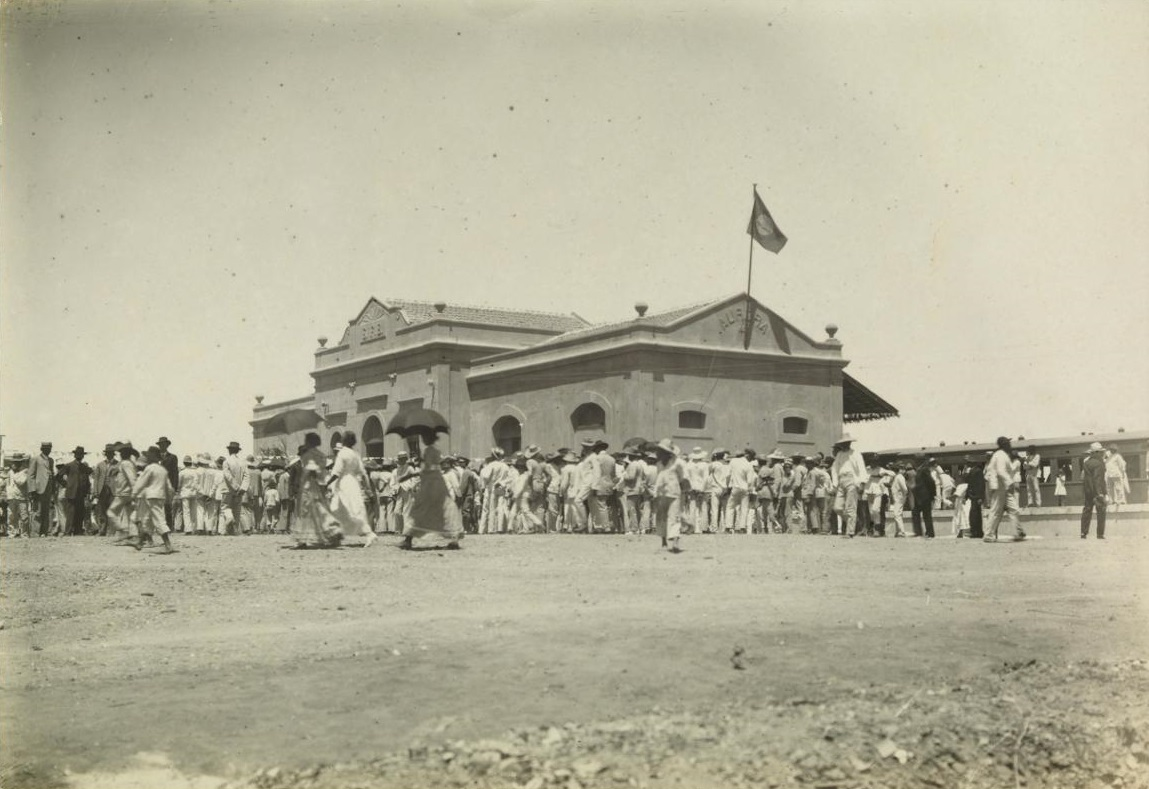
Estação ferroviária de Aurora, Ceará, durante a chegada de seu primeiro trem inaugural.

A primeira ferrovia construída no Ceará foi a Estrada de ferro de Baturité inaugurada em 1873, mas que só alcançou a cidade de Baturité em 1882. Essa linha ferroviária ligou a Capital ao sul do estado, até o Cariri. Na mesma época foi iniciada a construção da Estrada de ferro de Sobral que foi inaugurada em 1881.
No início do Século XX as ferrovias cearenses foram unificadas em uma só empresa, chamada Rede de Viação Cearense, - RVC - que em 1975 foi incorporada a Rede Ferroviária Federal e finalmente foi privatizada em 1997 passando então para o domínio da empresa "Companhia Ferroviária do Nordeste" atual Transnordestina Logística S.A, administrando trechos como a Ferrovia Teresina-Fortaleza.

## Estrada de Ferro de Baturité

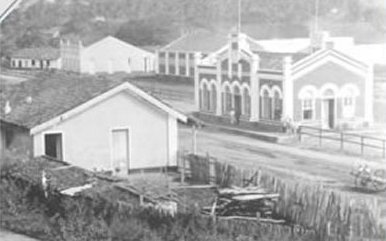
Estação Ferroviária de Baturité em 1920.

A Estrada de ferro de Baturité foi a primeira ferrovia do Ceará. Iniciou a operação ferroviária em 1873 com o primeiro trecho de pouco mais de 7 km entre a Estação Central, em Fortaleza e a localidade de Arronches (Parangaba). Funcionou com esse nome até 1909. Fruto da sociedade surgida no dia 5 de março de 1870, entre o Senador Tomás Pompeu de Sousa Brasil, Gonçalo Batista Vieira (Barão de Aquiraz), Joaquim da Cunha Freire (Barão de Ibiapaba), o negociante inglês Henrique Brocklehurst e o engenheiro civil José Pompeu de Albuquerque Cavalcante, com o objetivo de escoar a produção serrana de Pacatuba e Maranguape para o porto de Fortaleza. Após a assinatura do contrato de construção da ferrovia entre a Companhia e o Governo Provincial do Ceará o projeto passou a ter como ponto final à cidade de Baturité, produtora de café.
A estação central, atualmente Estação Professor João Felipe, inaugurada em 30 de setembro de 1973, foi erguida ao lado do antigo Cemitério de São Casimiro, que foi transferido para o Cemitério São João Batista. Os trilhos do primeiro trecho, de 7,20 km, começaram a ser assentados em 1 de julho de 1873, sendo entregue ao tráfego em 14 de setembro de 1873. As estações de Mondubim e Maracanaú foram inauguradas em 14 de janeiro de 1875 e a de Pacatuba em 9 de janeiro de 1876. A situação financeira da companhia ficou ruim durante a seca entre 1877 e 1879 e as obras foram paralisadas. O Governo Imperial, através do Decreto no 6.918, de 1 de junho de 1878, assumindo a parte construída da ferrovia e os direitos da Companhia de prolongar os caminhos de ferro até o município de Baturité. Em 1910 a Estrada de Ferro de Baturité foi somada a Estrada de Ferro de Sobral criando a Rede de Viação Cearense. Em 1926, a linha chegava ao Crato.
O trem de passageiros circulou na linha sul até 1988, mas continuou a levar transporte de cargas, como combustíveis, carecendo de investimentos em infraestrutura. O direito de concessão da Malha Nordeste da antiga RFFSA foi concedido, em 1997, para a empresa Companhia Ferroviária do Nordeste, que mudou de nome para Transnordestina Logística, e atualmente é operada pela mesma.
O tráfego ferroviário da linha Fortaleza-Crato (linha sul), com 600 km, encontra-se desativado desde julho de 2013. Segundo a Transnordestina Logística, a Ferrovia Nova Transnordestina substituiria o ramal Sul, e que seria necessário suspender o transporte de produtos no trecho para a construção da nova ferrovia. A obra, no entanto, ainda não foi concluída.

## Estrada de Ferro de Sobral

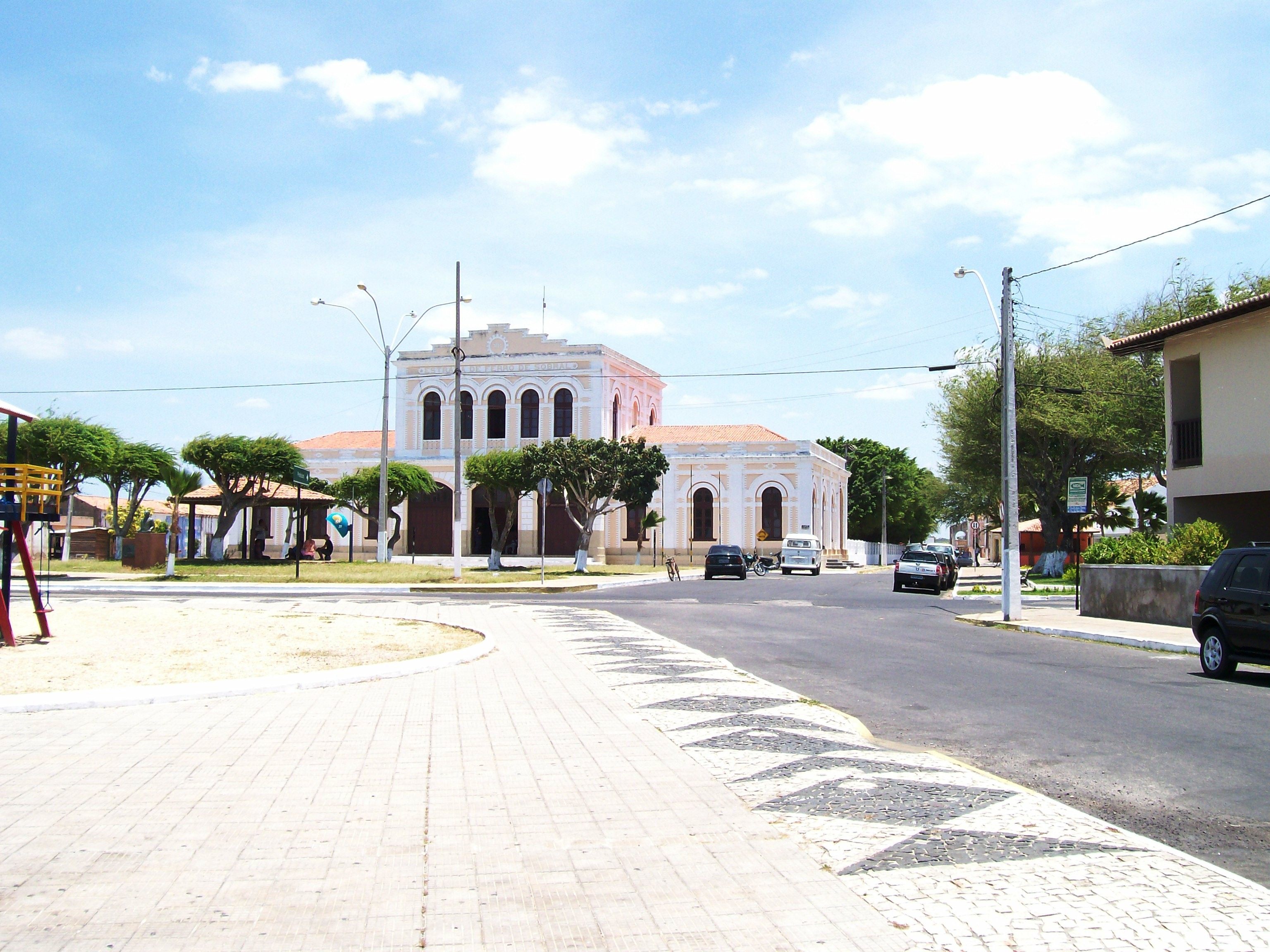
Estação na EFS.

A Estrada de Ferro de Sobral (EFS) foi a segunda ferrovia do Ceará. Planejada para dar assistência à cidade de Sobral durante os anos de seca entre 1877 e 1879. Sua construção teve início em 1878 e alcançou o seu primeiro ponto final Ipu, em 1894.

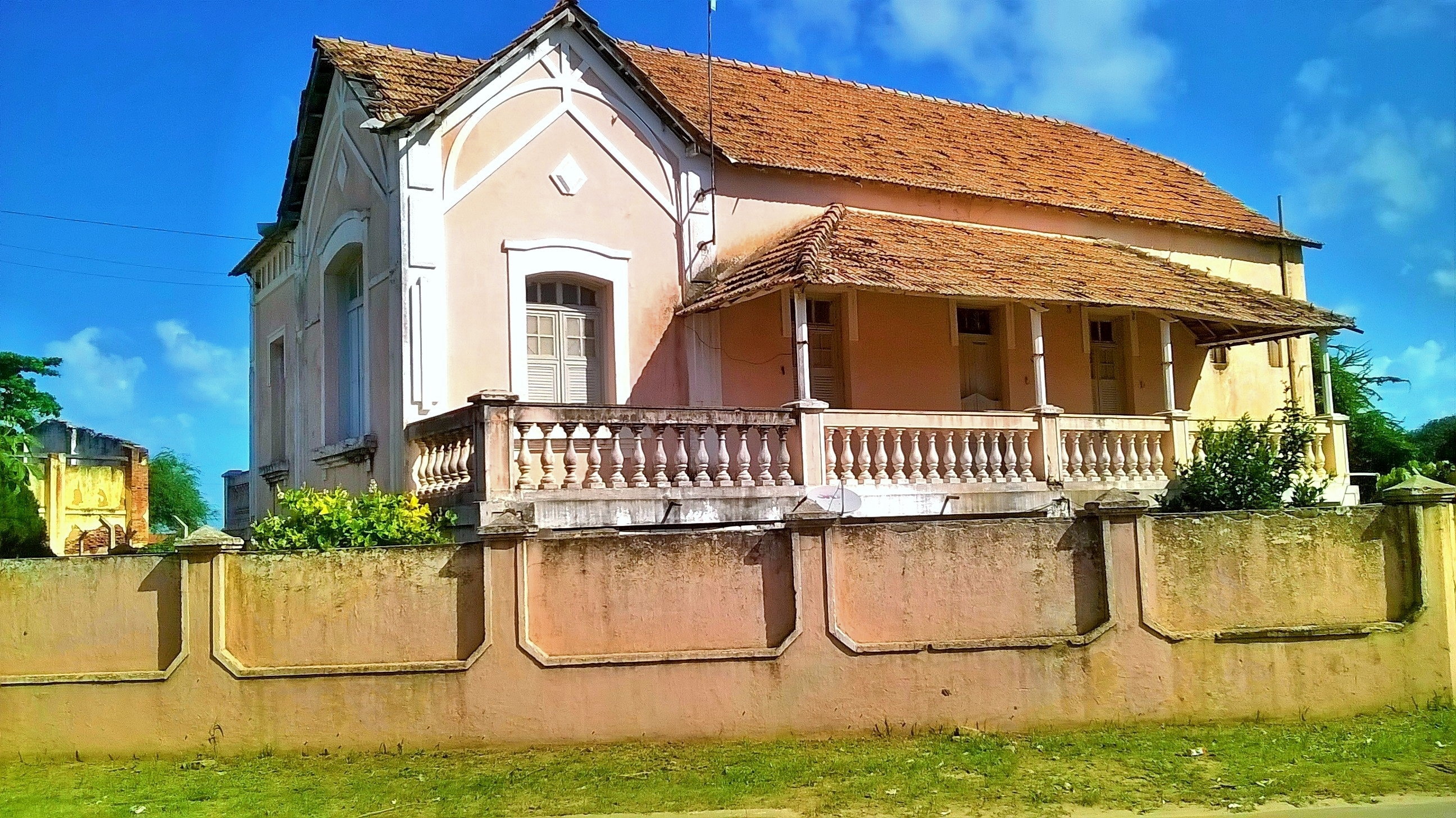
Palacetinho, em Camocim, que era a residência do Diretor-geral da EFS. Atualmente é a Academia Camocinense de Ciências, Artes e Letras

Os primeiros trilhos foram assentados em 26 de março de 1879, em Camocim e dois anos depois, em 15 de janeiro de 1881, foi inaugurado o primeiro trecho, com 24,50 quilômetros, ligando o Porto de Camocim à cidade de Granja. A estrada até Sobral iniciou suas operações em 31 de dezembro de 1882, sendo então inaugurada a estação de Sobral totalizando 128,92 quilômetros de ferrovia. Em 1894, o trecho desta chega a Ipu.
Em 1909 começaram as construções do prolongamento até a cidade de Crateús, onde chegaram em 25 de janeiro de 1925. A EFS foi arrendada à South American Railway em 1910 e em 1915 passou para administração federal sob o nome de Rede de Viação Cearense. Em 1950 a ligação entre a EFS e a Estrada de Ferro de Baturité entrou em operação. Com isso, o trecho entre Camocim e Sobral foi considerado ramal, sendo desativado em 1977. Atualmente a linha férrea tem sido pouco utilizada, limitando-se à escoação de alguns produtos, e a maioria das antigas estações ferroviárias são consideradas patrimônios históricos dos municípios.
O direito de concessão da Malha Nordeste da antiga RFFSA foi concedido, em 1997 para a empresa Companhia Ferroviária do Nordeste, que mudou de nome para Transnordestina Logística e atualmente é operada pela mesma.
Os principais municípios atravessados pela ferrovia são Sobral, Cariré, Reriutaba, Pires Ferreira, Ipu, Ipueiras, Nova Russas, Poranga, Crateús e Camocim. Com o prologamento do ramal ferroviário até o Piauí, a denominação Ferrovia Teresina-Fortaleza também tem sido utilizada. As cargas atualmente são transportadas pelos trilhos que ligam os portos do Mucuripe, Pecém e Itaqui, no Maranhão, pela Ferrovia Transnordestina Logística (FTL), único trecho operante da antiga malha ferroviária do Nordeste, correspondente às ferrovias Teresina-Fortaleza e São Luís-Teresina.

## Rede de Viação Cearense

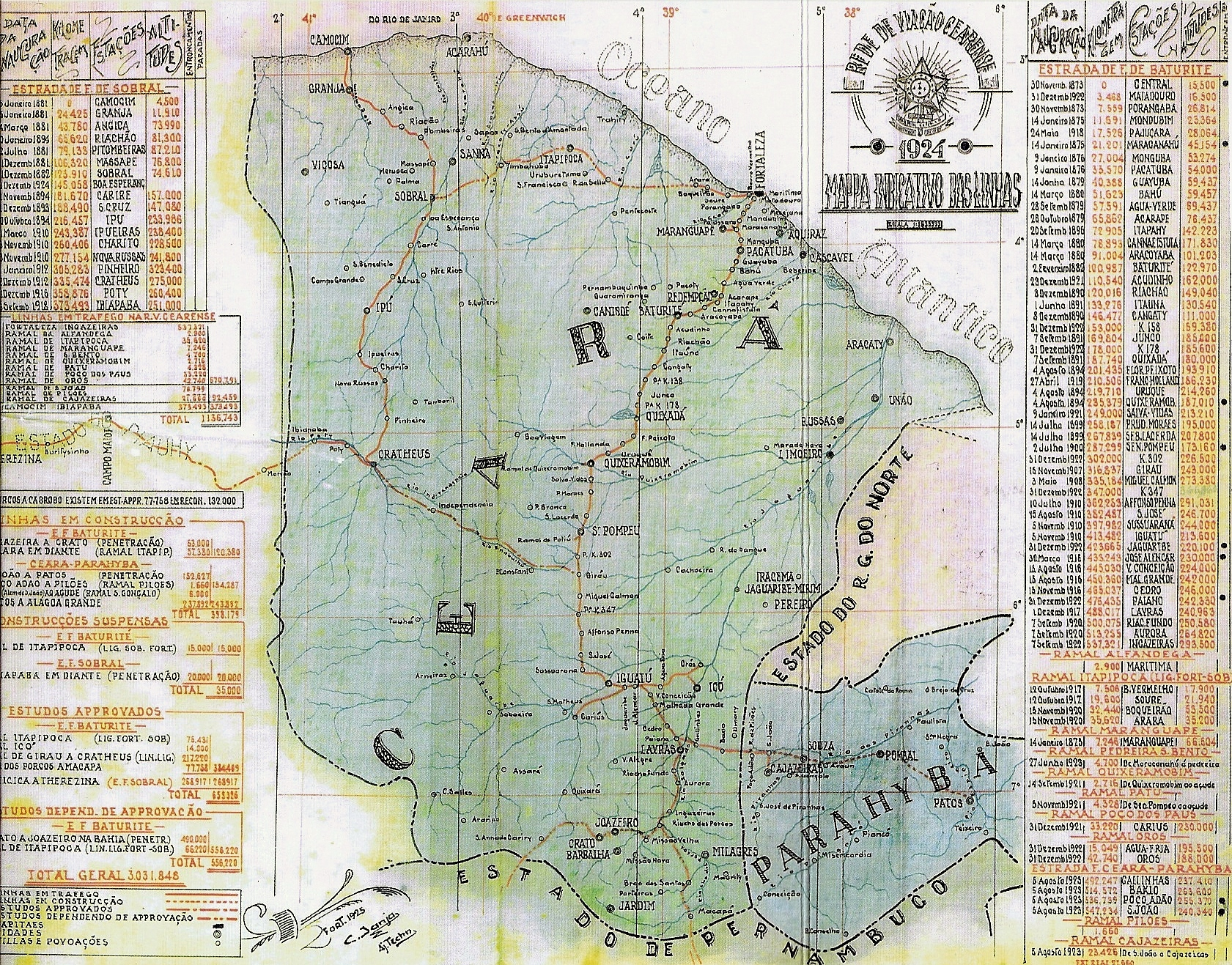
Mapa da RVC em 1924.

A Rede de Viação Cearense foi uma empresa federal criada em 1909 para administrar as empresas Estrada de Ferro de Baturité e Estrada de Ferro de Sobral. Em 1957 foi transformada em subsidiária da Rede Ferroviária Federal (RFFSA). A RFFSA transformou a subsidiária em 2ª Divisão Cearense em 1969, extinguindo formalmente a empresa em 1975. 
A Rede de Viação Cearense foi criada pelo presidente Nilo Peçanha, através do Decreto Nº 7.669 de 18 de novembro de 1909. A nova empresa passou a administrar as Estrada de Ferro de Baturité e Estrada de Ferro de Sobral, sendo que o mesmo decreto arrendou as referidas ferrovias para a empresa britânica South American Railway Construction Company Limited. Apesar de ter iniciado algumas obras de prolongamento da ferrovia, a South American descumpriu os prazos de seu contrato e perdeu sua concessão em 1915, através do Decreto n. 11.692 de 25 de agosto daquele ano.

## Ferrovia Teresina-Fortaleza

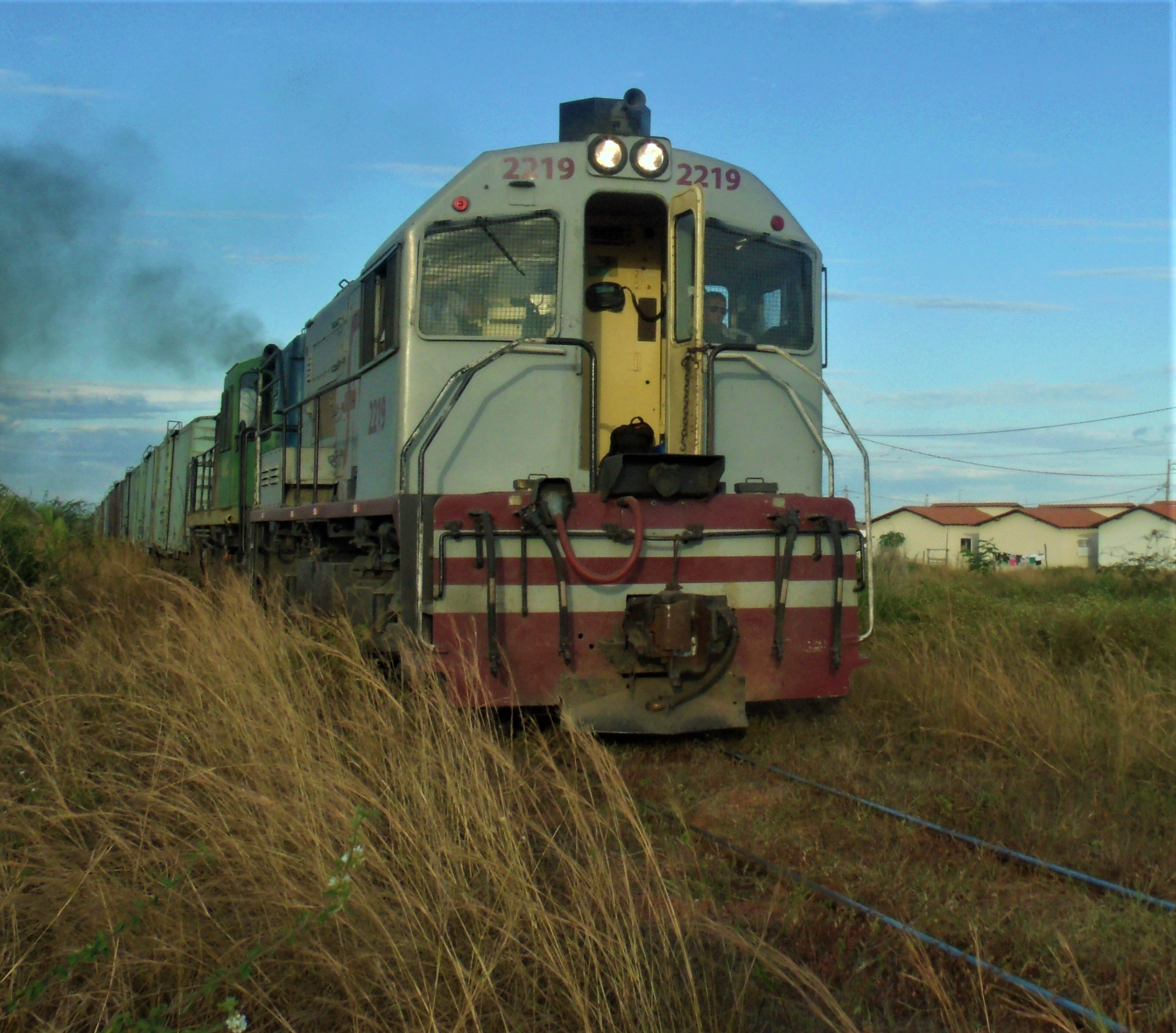
Trem cargueiro do concessionário que opera a ferrovia passando nas imediações da cidade de Altos, no Piauí.

A Ferrovia Teresina-Fortaleza liga as cidades de Altos (PI) e Fortaleza (CE), com ramais nos portos de Mucuripe e Pecém passando por Buriti dos Montes (PI), Castelo do Piauí (PI), Ibiapaba (CE), Crateús (CE), Ipu (CE), Sobral (CE), Itapipoca (CE), Croatá (CE), Caucaia (CE), dentre outros. Em Altos, a ferrovia se conecta com a Ferrovia Teresina-Parnaíba, que realiza o restante da ligação necessária para chegar até Teresina.
O direito de concessão da Malha Nordeste da antiga RFFSA foi concedido, em 1997, para a empresa Companhia Ferroviária do Nordeste, que mudou de nome para Transnordestina Logística, e atualmente é operada pela mesma. Em 2013, ocorre a cisão da Transnordestina Logística S/A, sendo criada a Ferrovia Transnordestina Logística (FTL) responsável pela operação das linhas de bitola métrica no nordeste (Malha I); enquanto que a Transnordestina Logística S.A. (TLSA) ficou com a Malha II (bitola larga e mista em construção como Ferrovia Nova Transnordestina).

## Metrô de Fortaleza

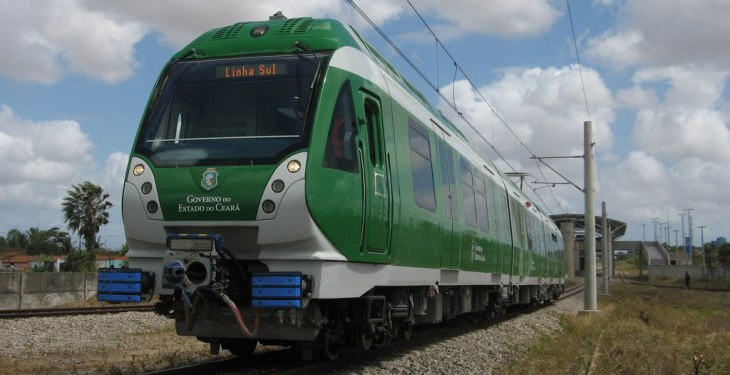
Metrô de Fortaleza.

O Metrô de Fortaleza ou Metropolitano de Fortaleza, conhecido popularmente como Metrofor, é um sistema de transporte metropolitano que opera na Região Metropolitana de Fortaleza, no estado do Ceará, Brasil. É operado pela Companhia Cearense de Transportes Metropolitanos, empresa de economia mista, com controle majoritário do Governo do Estado do Ceará. Fundada em 2 de maio de 1997, a empresa é responsável pela administração, construção e planejamento metroviário no estado do Ceará, estando presente nos sistemas de veiculo leve sobre trilhos (VLT) da cidade de Sobral e da região do Cariri, tendo sua principal atuação no metrô da Grande Fortaleza.
Suas operações tiveram inicio no dia 15 de junho de 2012, com a inauguração de parte do trecho da Linha Sul, em operação assistida. Já a operação comercial se iniciou no dia 1 de outubro de 2014, com cobranças de passagens, ficando fixada no mesmo valor vigente no Sistema Integrado de Transportes de Fortaleza (SIT-FOR) naquela período.
O sistema é composto atualmente por uma linha de metrô, a linha Sul (Central-Chico da Silva ↔ Carlito Benevides), e duas linhas de VLT a diesel, Oeste (Moura Brasil ↔ Caucaia) e Nordeste (Parangaba ↔ Iate). Sua concepção, permitiu integrar-se aos terminais de ônibus urbano da Parangaba e do Papicu, dois importantes polos de intensa movimentação de pessoas na capital, e com a possibilidade de futuramente conectar-se ao terminal de passageiros do Porto do Mucuripe, por extensão da linha nordeste, e ao Aeroporto Internacional de Fortaleza pelo futuro ramal aeroporto.
Segundo dados divulgados em dezembro de 2016, o sistema é o sexto maior em extensão do Brasil dentre as 12 regiões metropolitanas brasileiras que contam com transporte de passageiros sobre trilhos, apresentando no período 43,6 quilômetros (Numero esse já superado devido a adição de 13,2 novos quilômetros com a entrega de todo o percurso da linha nordeste do VLT) ficando atrás de São Paulo (369 km), Rio de Janeiro (342 km) e Recife (71 km). As linhas da RMF representam 4,3% da malha total de metrôs e trens do Brasil que, em 2015, era de 1.062 km de extensão.
No ano de 2015 o metrô de Fortaleza foi catalogado como o quinto que menos transporta usuários no país, transportando aproximadamente 6,5 milhões de pessoas, uma media diária de 23,3 mil passageiros nas duas linhas (Sul e Oeste) em operação naquele ano. Em 2016, a Linha Sul, terminou com quase 800 mil passageiros a mais, em relação ao ano anterior. De janeiro a dezembro de 2015, foram transportadas 4,6 milhões de pessoas. Em 2016, o número saltou para 5,4 milhões. O crescimento foi de 17%, ou 798,9 mil passageiros a mais. A Linha Oeste, também registrou aumento de passageiros, saltando de 1,7 milhão em 2015 para 1,8 milhão em 2016. Nesse caso, o aumento foi de 97,4 mil passageiros, ou 5,4% do total. Mantendo o aumento constante, a Linha Sul registrou aumento de 19,8% no número de passageiros transportados em 2017, em relação ao ano de 2016. O índice considera o total de usuários do metrô de janeiro a dezembro. No total, foram 6,5 milhões de pessoas atendidas em 2017, em comparação ao valor apresentado em 2016.
Durante o ano 2018 as três linhas em operação na capital registraram uma movimentação de pouco mais de 11,4 milhões de passageiros, chegando a mais de 14,6 milhões transportados em 2019. Em 2020, devido a pandemia da COVID-19, foram necessárias ações de controle do Estado para contenção da doença que exigiram o fechamento do Metrô entre março e junho de 2020, reduzindo o numero de passageiros registrados que até outubro daquele ano que se encontrava na marca de pouco mais de 6,7 milhões.
Em 2020 foram transportados aproximadamente 42 mil passageiros em média por dia nas três linhas da capital. O Metrofor possui uma projeção de expansão até 2023, chegando a 65,8 quilômetros de extensão com a inauguração da Linha Leste do Metrô de Fortaleza e do novo ramal (Ramal Aeroporto).

## VLT do Cariri
O VLT do Cariri, também conhecido como Trem do Cariri, é um meio de transporte público em formato de VLT (Veículo Leve Sobre Trilhos) que atua na Região Metropolitana do Cariri contemplando os municípios de Crato e Juazeiro do Norte, no estado do Ceará. 
Foi o primeiro do Ceará a entrar em operação por meio da CCTM, tendo sua inauguração no dia 1 de dezembro de 2009. O sistema possui 9 estações e uma linha de 13,6 km de extensão. A expectativa era que se transportasse cerca de 5 mil usuários por dia, numero três vezes maior do que os 1,6 mil usuários transportados atualmente.
Sua implantação remodelou 13,6 km de malha ferroviária existente, recuperando a via permanente e retificando seu traçado para que as composições possam atingir maior velocidade entre as estações. Em Juazeiro foram construídas cinco estações e no Crato mais quatro. O custo inicialmente previsto para a implantação deste projeto era de R$ 13.223.522,32, valor posteriormente atualizado para R$ 25.190.720,90. Em uma futura fase esta linha será estendida até o município de Barbalha, ao sul de Juazeiro do Norte.

## VLT de Sobral
O VLT de Sobral, também conhecido como Metrô de Sobral, é um meio de transporte público em formato de VLT (Veiculo Leve Sobre Trilhos) que atua na cidade cearense de Sobral, Brasil, operado pela Companhia Cearense de Transportes Metropolitanos, empresa de capital social capitaneada  pelo Governo do Estado do Ceará. Fundada em 2 de maio de 1997, a companhia é responsável pela administração, construção e planejamento metroviários no estado do Ceará, estando presente nos sistemas de Sobral, Cariri e Grande Fortaleza.
O sistema foi o terceiro a ser inaugurado no Ceará, tendo suas operações iniciadas no dia 22 de outubro de 2014, em operação assistida, e com sua operação comercial iniciada no dia 28 de dezembro de 2016. Atualmente transporta 1,5 mil passageiros por dia.